# Посконник
Поско́нник (лат. Eupatórium) — род многолетних растений семейства Астровые, или Сложноцветные, распространённых в Европе, Азии, Америке и тропической Африке. Некоторые виды используются в качестве декоративных садовых растений.

## Название и этимология

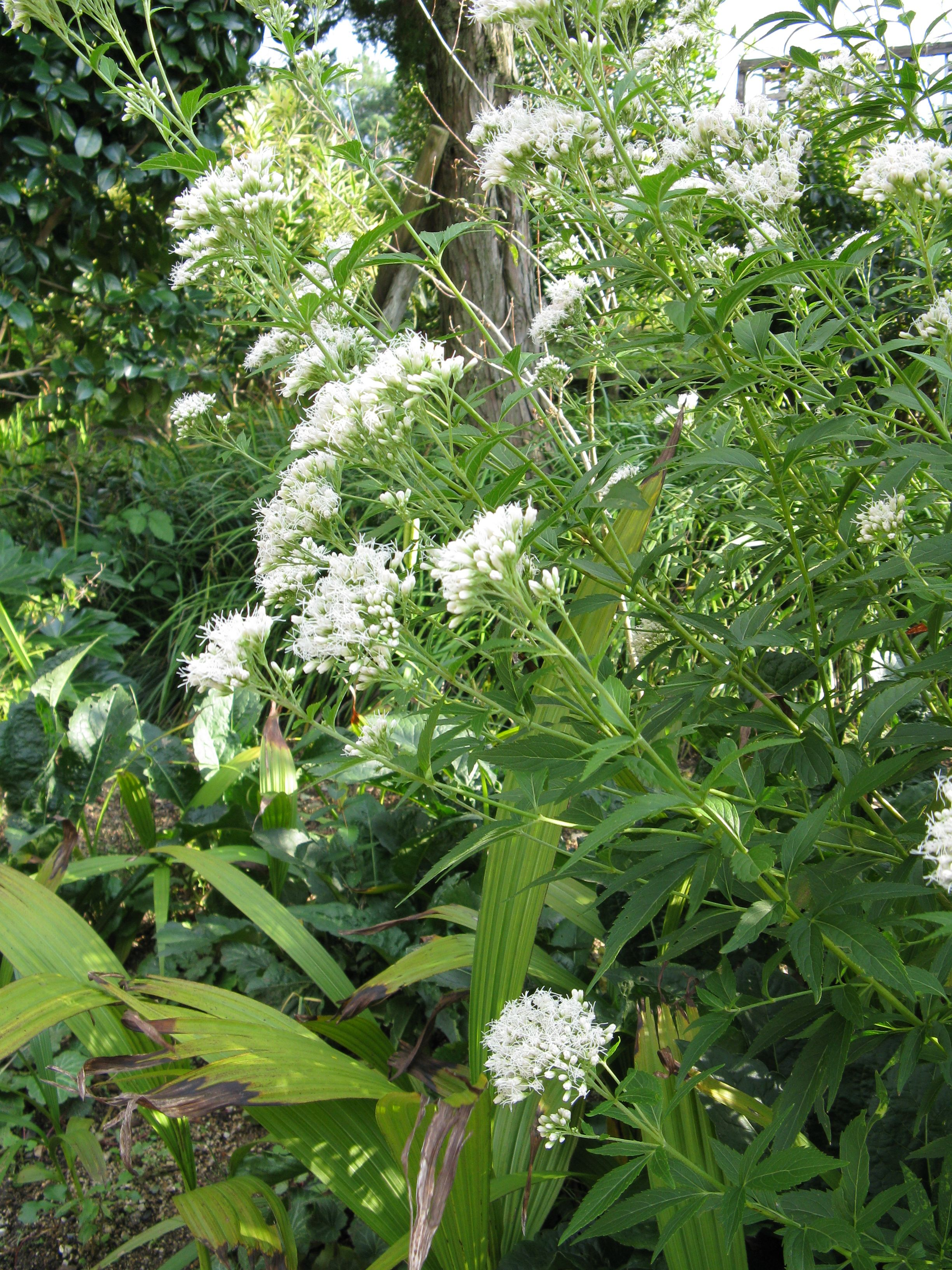
Eupatorium japonicum

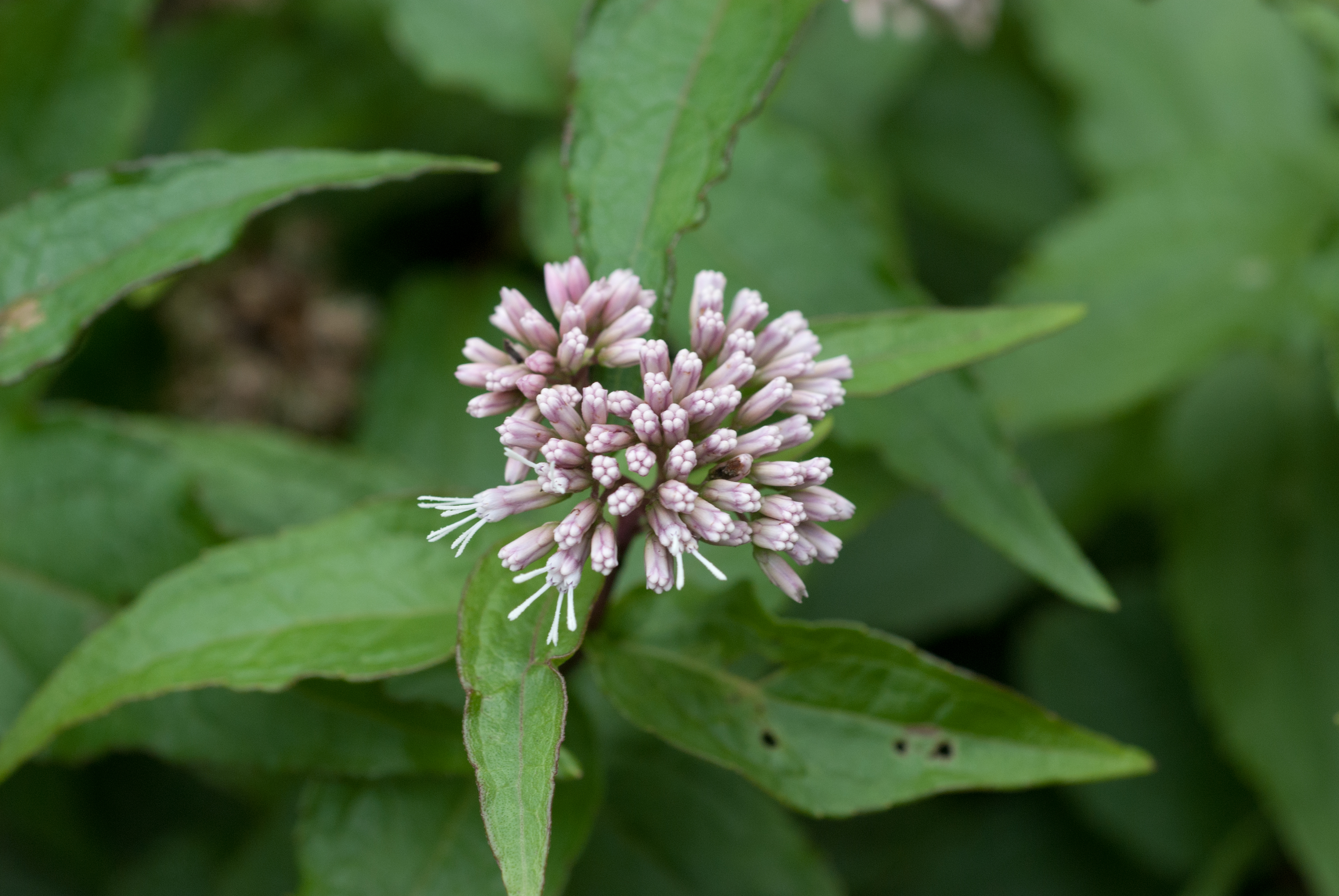
Eupatorium kiirunense

Род Eupatorium назван по имени понтийского царя Митридата Евпатора (Митридата VI), якобы использовавшего какой-то из видов этого рода в качестве противоядия.
Предполагается, что русское название происходит от слова «посконь» (мужское растение конопли), что объясняется некоторым сходством растений.

## Описание
Многолетние растения высотой 30—200 см.
Стебли прямостоячие, как правило, не разветвлённые.
Листья обычно расположены супротивно, реже мутовчато, черешковые или сидячие, яйцевидные, копьевидно-ланцетные или линейные, иногда эллиптические, продолговатые, ромбические, иногда перисто-, 1—2-перисто-, тройчато- или пальчато-лопастные, края цельные или зубчатые, поверхность может быть опушённая, шероховатая или гладкая.
Венчики цветков обычно белые, реже розоватые.
Некоторые виды включают в себя как диплоидные, так и полиплоидные популяции.

## В культуре
Посконники используются в неформальных, ландшафтных садах, где высаживаются большими массивами в сочетании с крупными злаками и другими многолетниками. Известный голландский ландшафтный дизайнер Пит Удольф, приверженец природного стиля, в своём имении использовал посконники в качестве вертикальной доминанты.
В смешанных цветниках хорошими соседями посконникам могут стать гармонирующие по окраске астильбы, эхинацеи и клопогоны, контрастирующие гелениумы, рудбекии и бузульники. Рядом с Eupatorium perfoliatum рекомендуется высаживать дельфиниумы. Высаженные группами, высокие посконники помогают изящно скрывать заборы и постройки.
Посконники привлекают бабочек. Красивоцветущие сорта подходят для составления букетов, срезка долго сохраняется в воде. Посконники неприхотливы и выносливы — практически не страдают от вредителей и болезней. Любят дренированные влажные почвы со средним плодородием, длина стеблей зависит от увлажнённости.
Размножение: семенами, черенками, делением куста осенью и весной. Прикорневые черенки нарезают рано весной, стеблевые в первой половине лета. Всходы семян мелкие, поэтому рекомендуется посев в защищенном грунте. Цветение наступает на 2—3 год.
Посконник коноплёвый ядовит, применяется в гомеопатии и народной медицине.

## Классификация
Данные молекулярных исследований позволяют предположить, что род Eupatorium возник в Северной Америке, позже разделился на три морфологические группы видов: Eutrochium, Traganthes и Uncasia. Одна из североамериканских групп (Uncasia) в период с конца миоцена до раннего плиоцена мигрировала в Евразию по Беринговому перешейку.
Из представителей ранее обширного рода Eupatorium при уточнении современной классификации выделены роды: Ageratina, Chromolaena, Critonia, Conoclinium, Fleischmannia, Koanophyllon, Tamaulipa. Североамериканские виды с окрашенными цветками выделены в отдельный род Eutrochium.

### Таксономия[7]
Erigeron  L., 1753, Sp. Pl. : 836
Род Посконник относится к семейству Астровые (Asteraceae) порядка Астроцветные (Asterales). Кладограмма в соответствии с Системой APG IV:
|  |                                      |  |                                   |                                   |                    |  | ещё 10 семейств |               |               |                                                                                 |
|  |                                      |  |                                   |                                   |                    |  |                 |               |               | 76 подтвержденных и 238 в статусе "непроверенных" видов и инфравидовых таксонов |
|  |                                      |  |                                   | порядок Астроцветные              |                    |  |                 |               | род Посконник |                                                                                 |
|  |                                      |  |                                   | порядок Астроцветные              |                    |  |                 |               | род Посконник |                                                                                 |
|  | отдел Цветковые, или Покрытосеменные |  |                                   |                                   | семейство Астровые |  |                 |               |               |                                                                                 |
|  | отдел Цветковые, или Покрытосеменные |  |                                   |                                   |                    |  |                 |               |               |                                                                                 |
|  |                                      |  | ещё 63 порядка цветковых растений | ещё 63 порядка цветковых растений |                    |  |                 | ещё 1804 рода | ещё 1804 рода |                                                                                 |
|  |                                      |  |                                   | ещё 63 порядка цветковых растений |                    |  |                 |               | ещё 1804 рода |                                                                                 |

## Виды

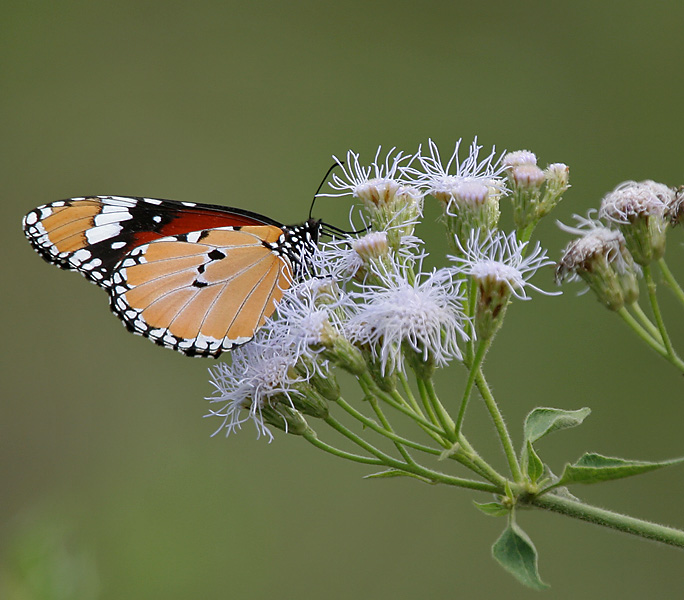
Eupatorium odoratum и бабочка Danaus chrysippus

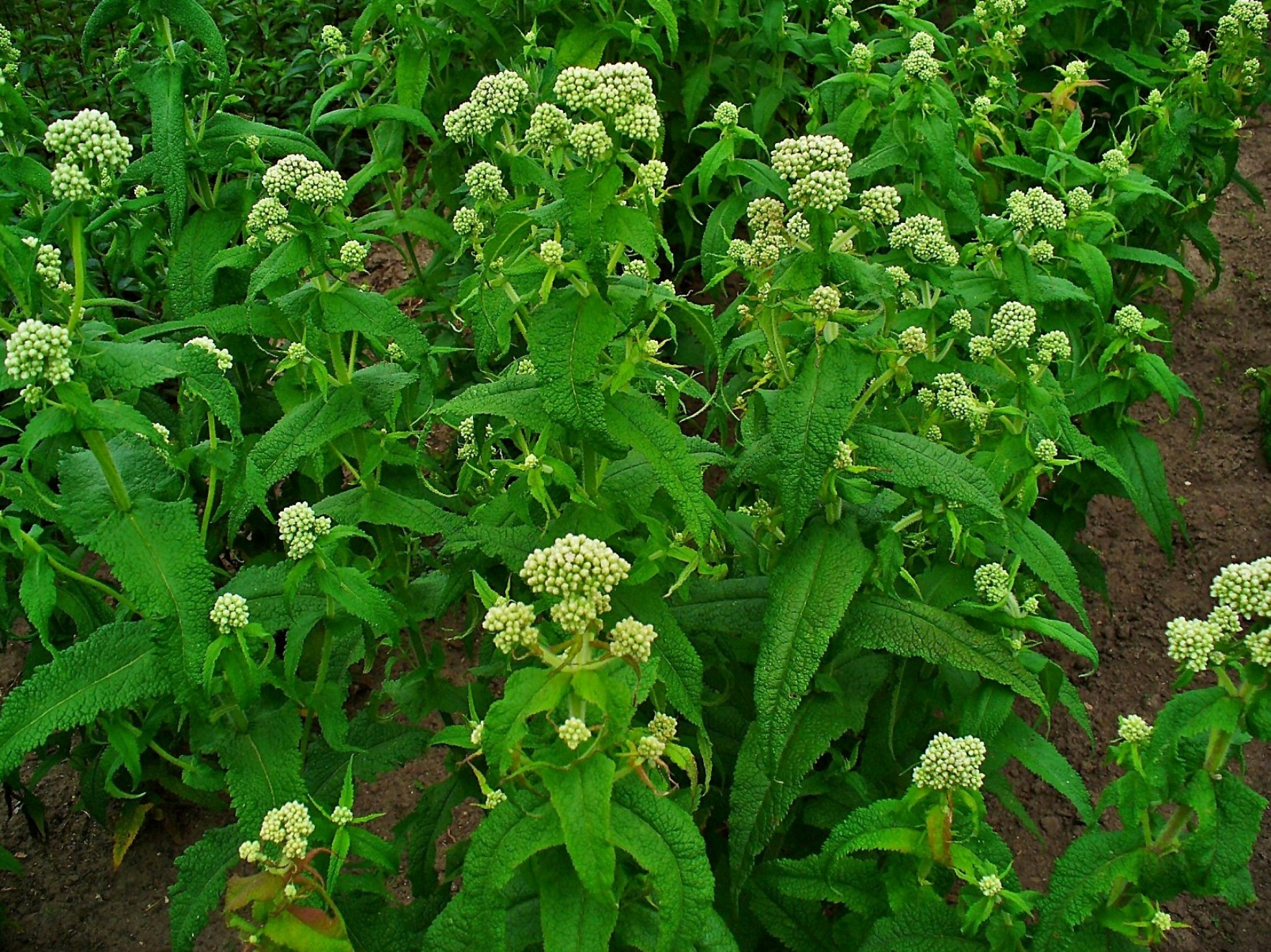
Eupatorium perfoliatum